# كريستوف روجيه فاسلين
كريستوف روجيه فاسلين (بالفرنسية: Christophe Roger-Vasselin)‏ مواليد 8 يوليو 1957 في لندن، هو لاعب كرة مضرب فرنسي سابق بدأ مسيرته كمحترف سنة 1976 وكان يلعب باليد اليمنى، اعتزل اللعب في 1985. أعلى تصنيف له في الفردي كان المركز الـ 29 في سنة 1983.

## روابط خارجية
- كريستوف روجيه فاسلين على موقع رابطة محترفي التنس (الإنجليزية)
- كريستوف روجيه فاسلين على موقع الاتحاد الدولي لكرة المضرب (الإنجليزية)
- كريستوف روجيه فاسلين على موقع كأس ديفيز (الإنجليزية)
- كريستوف روجيه فاسلين على موقع خلاصة التنس.كوم (الإنجليزية)